# Kunal Nayyar
Kunal Nayyar (hindi : कुणाल नैयर) est un acteur britannique, né le 30 avril 1981 à Hammersmith, Londres.

## Biographie
Kunal Nayyar est connu pour avoir interprété le personnage de Rajesh Koothrappali dans la sitcom américaine The Big Bang Theory.
Kunal Nayyar est né à Londres, mais ses parents sont retournés vivre en Inde quatre ans après sa naissance. Il a passé la majeure partie de sa jeunesse à New Delhi. En 1999 il est parti vivre à Portland, dans l’État de l’Oregon aux États-Unis, pour faire ses études. Il réside aujourd'hui à Los Angeles, en Californie.
Le 22 décembre 2011, Kunal Nayyar se marie avec Neha Kapur (en) (née le 31 mars 1984), Miss Inde 2006 - sa compagne depuis 2008.

## Études
- St. Columba's School (New Delhi, Inde).
- Université de Portland (Portland, Oregon, États-Unis) : licence en administration des affaires.
- Université Temple (Philadelphie, Pennsylvanie, États-Unis) : maîtrise en beaux-arts.
- Université de Portland (Portland, Oregon, États-Unis) : doctorat en lettres humaines.

## Filmographie

### Cinéma
- 2004 : S.C.I.E.N.C.E : Un pizzaiolo
- 2012 : L'Âge de glace 4 : La Dérive des continents (Ice Age: Continental Drift) : Gupta (Voix)
- 2014 : The Scribbler : Karim
- 2014 : Dr. Cabbie (en) : Tony
- 2015 : Consumed (en) : Serge
- 2016 : Les Trolls : Guy Diamond (voix)
- 2019 : Le Miel d'Harar (Sweetness in the Belly) de Zeresenay Mehari : Dr Robin Sathi
- 2020 : Les Trolls 2 : Tournée mondiale (Trolls World Tour) : Diamant (voix)
- 2023 : Spaceman de Johan Renck
- 2024 : À la conquête de Billy Walsh How To Date Billie Walsh : Rupert « Ru » Brown

### Séries télévisées
- 2007 : NCIS : Enquêtes spéciales (NCIS: Naval Crime Investigative Service) : Youssef Zidan
- 2007-2019 : The Big Bang Theory : Rajesh Koothrappali
- 2010 : CollegeHumor Originals : Kunal
- 2010-2011 : The Late Late Show with Craig Ferguson
- 2013 : Sanjay et Craig : Vijay Patel
- 2013-2014 : Sullivan and Son : Neal / Sanjay
- 2015 : The Mindy Project : Sendhil
- 2020 : Criminal: UK (en): Sendeep
- Depuis 2022 : Suspicion : Aadesh Chopra